# Невская (гора)
Не́вская — гора в Омсукчанском хребте, высочайшая вершина Колымского нагорья. Находится на территории Магаданской области.

## География
У подножья горы в широкой прямой долине протекает ручей Невский, названный так геологами партии Г. Г. Колтовского в 1937 году из-за схожести с Невским проспектом в Ленинграде (ныне — Санкт-Петербург). Невским также были названы открытый рудник — месторождение касситерита — и основанный рабочий посёлок к северу от горы, ныне покинутый. С западной стороны горы находится перевал Капрановский и автодорога 44Н-3 «Колыма — Омсукчан — Омолон — Анадырь».

## История
16 июня 1951 года самолёт Ан-2 авиаотряда Дальстроя, летевший через перевал, на высоте около 1380 метров совершил вынужденную посадку на северо-восточном склоне горы для избежания столкновения. При ударе были снесены основные стойки шасси, значительные повреждения получили нижние крылья и винт, фюзеляж деформировался. 6 человек — экипаж и пассажиры — не пострадали.